# Sistemi Territoriali
La Sistemi Territoriali S.p.A. (ST) è stata una società a partecipazione pubblica controllata dalla Regione Veneto che operava nei campi del trasporto ferroviario e delle infrastrutture idroviarie.

## Storia
L'azienda nacque nel 1983 con il nome di Idrovie SpA e avente come scopo la progettazione, la costruzione e la gestione di infrastrutture idroviarie per la realizzazione di una rete di navigazione interna. Il 1º gennaio 2001 fu invece fondata la Ferrovie Venete srl (FV), società a partecipazione regionale, per l'esercizio della Ferrovia Adria-Mestre, fino ad allora gestita dall'omonima gestione commissariale governativa e prima ancora in concessione alla Società Veneta.
FV assunse a titolo provvisorio anche la gestione della Ferrovia Udine–Cividale in attesa della creazione dell'apposita società da parte della Regione Friuli-Venezia Giulia.
Il 1º aprile 2002 Idrovie subentrò a Ferrovie Venete Srl e assunse il nome di Sistemi Territoriali SpA, operando sia nel campo delle infrastrutture idroviarie sia in quello ferroviario. Il 1º gennaio 2005 avvenne la cessione dell'esercizio della Udine–Cividale alla nuova Società Ferrovie Udine-Cividale (FUC), mentre dal 1º ottobre dello stesso anno la Regione Veneto cedette a ST la gestione e la manutenzione della rete dei canali navigabili ricadenti nel suo territorio.
Nel 2009, la società ottenne in affidamento da Trenitalia la quasi totalità dei treni passeggeri circolanti sulla ferrovia Rovigo-Chioggia e alcuni treni sulla relazione Rovigo–Legnago–Verona Porta Nuova che vennero effettuati con materiale e personale ST.
Il 1º gennaio 2016, ST ottenne direttamente dalla Regione Veneto tutto il servizio ferroviario delle linee Verona-Rovigo e Rovigo-Chioggia.
Il 1º gennaio 2020 fu attuata la Legge regionale 14 novembre 2018, n. 40: da Sistemi Territoriali fu scorporata Infrastrutture Venete (IV) a cui fu affidata l'infrastruttura ferroviaria e quella di navigazione interna.
Con delibera della Giunta regionale 20 luglio 2021, n. 987, l'amministrazione Zaia decise di avviare la liquidazione della società incorporandola in IV. Nel gennaio 2023, l'esercizio delle tre linee ferroviarie fu affidato a Trenitalia in quanto vincitrice della gara indetta appositamente dalla regione nel gennaio precedente. A Sistemi Territoriali rimase affidato l'esercizio provvisorio del servizio ferroviario, in attesa che un confronto fra il vincitore della gara e Infrastrutture Venete stabilisse le condizioni per il subentro della prima. Tuttavia, le procedure di assegnazione della gara furono sospese da un intervento del TAR Veneto chiesto da Arriva Italia, l'altro partecipante della gara. Il ricorso fu respinto il 14 marzo 2024; in attesa del subentro, il 2 aprile seguente fu sospeso il servizio sulla ferrovia Rovigo-Chioggia, mentre il 16 giugno toccò alla Adria-Mestre. L'assunzione diretta del servizio ferroviario sulle tre linee da parte di Trenitalia avvenne il 1º settembre 2024.
La società fu incorporata in Infrastrutture Venete il 16 dicembre 2024.

## Struttura aziendale
La società si componeva di tre divisioni autonome:
- Divisione ferroviaria
- Divisione navigazione interna
- Divisione informatica e gestione banche dati

### Azionisti
- Regione del Veneto tramite Veneto Sviluppo S.p.A. - 99,83%;
- Sistemi Territoriali S.p.A. (azioni proprie) - 0,17%[15].

### Società partecipate
- Ferroviaria Servizi S.r.l. - 100%
- Nord Est Logistica S.r.l. - 60%
- Veneto Logistica S.r.l. - 56,64%
- Interporto di Rovigo S.p.A. - 32,93%
- Interporto di Venezia S.p.A. - 4,30%
- Portogruaro Interporto S.p.A. - 0,484%[15]

## Divisione ferroviaria

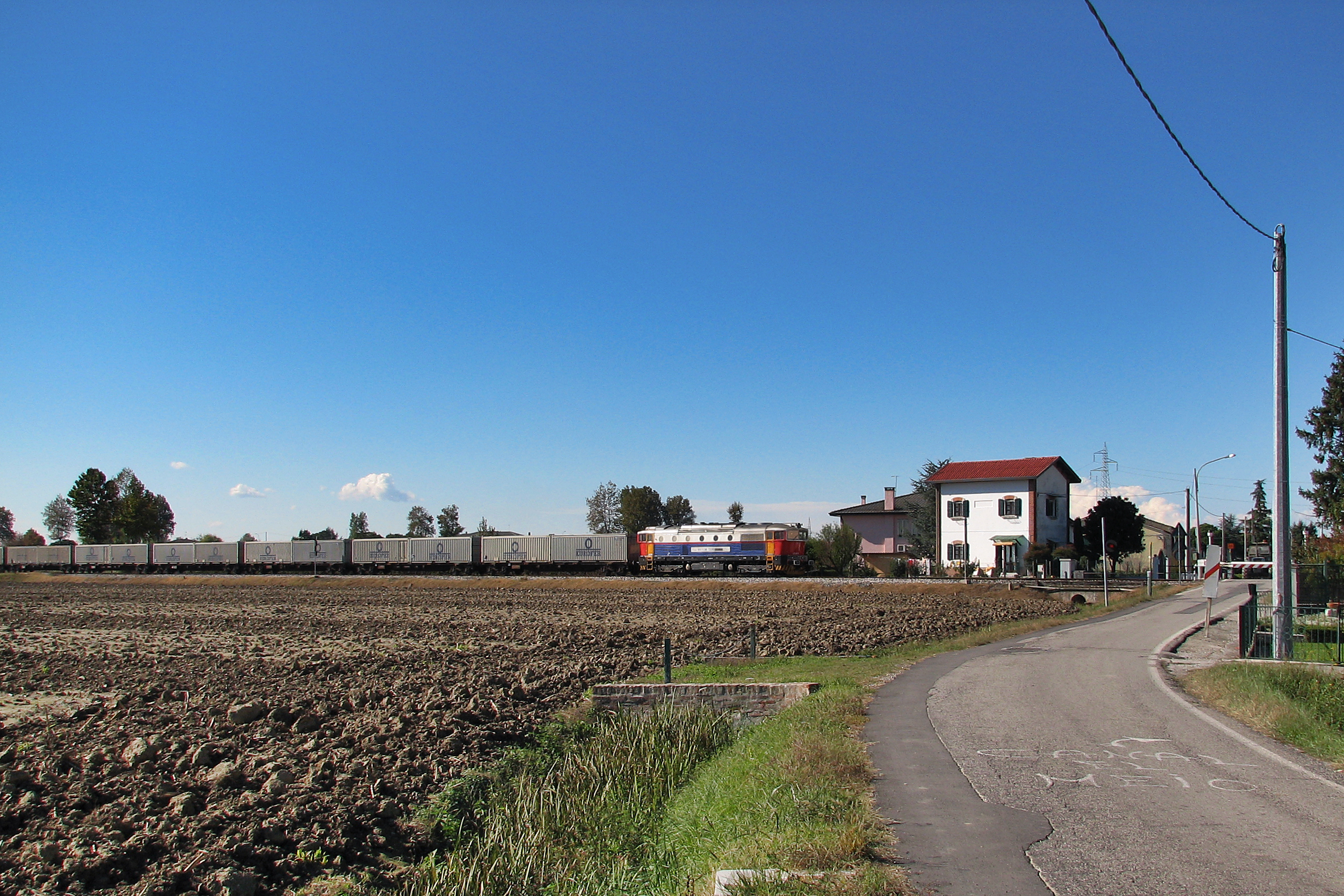
Locomotiva D 753.001 in testa al Barbabietola Express per Venezia Marghera Scalo in transito presso la località di Casino Rosso/Favaretto

### Infrastruttura ed esercizio
ST operava - per conto della Regione Veneto - come impresa ferroviaria e fino al 1º gennaio 2020 come gestore dell'infrastruttura della ferrovia ex concessa Adria-Mestre. ST aveva la licenza di impresa ferroviaria n° 19 rilasciata dal Ministero delle Infrastrutture e dei Trasporti e possedeva il Certificato di Sicurezza n° 48 del 2004 rilasciato da RFI.
Il 1º gennaio 2020 con Legge regionale 14 novembre 2018, n. 40 venne scorporato il ramo d'azienda che eserciva l'infrastruttura ferroviaria dando vita alla nuova azienda Infrastrutture Venete.
L'unico deposito della società risiedeva presso la stazione intermedia di Piove di Sacco. Su tale linea ST effettuava sia il servizio passeggeri, il quale era prolungato fino alla stazione di Venezia Santa Lucia per conto di Trenitalia, su infrastruttura RFI, sia il servizio merci.
Infine, per conto Trenitalia, ST effettuava numerosi treni merci circolanti in tutto il Veneto secondo questo schema di massima:
- Vicenza – Cervignano del Friuli Smistamento;
- Vicenza – Grisignano di Zocco;
- Vicenza – Rovigo;
- Rovigo – Arquà – Polesella;
- Rovigo – Costa;
- Rovigo – Cavanella Po – Raccordo AIA;
- Vicenza – Verona Porta Nuova Scalo;
- Vicenza – Altavilla;
- Vicenza – Thiene;
- Venezia Marghera Scalo – Chioggia – Porto di Chioggia;
- Venezia Marghera Scalo – Pontelongo – Raccordo Italia Zuccheri;
- Venezia Marghera Scalo – Padova Campo Marte (carri riparandi/riparati).

Al 2024 l'unico merci svolto (solo alcuni giovedì del mese) risultava essere il "Rovigo – Cavanella Po – Raccordo AIA" con locomotive D 345.

### Parco rotabili

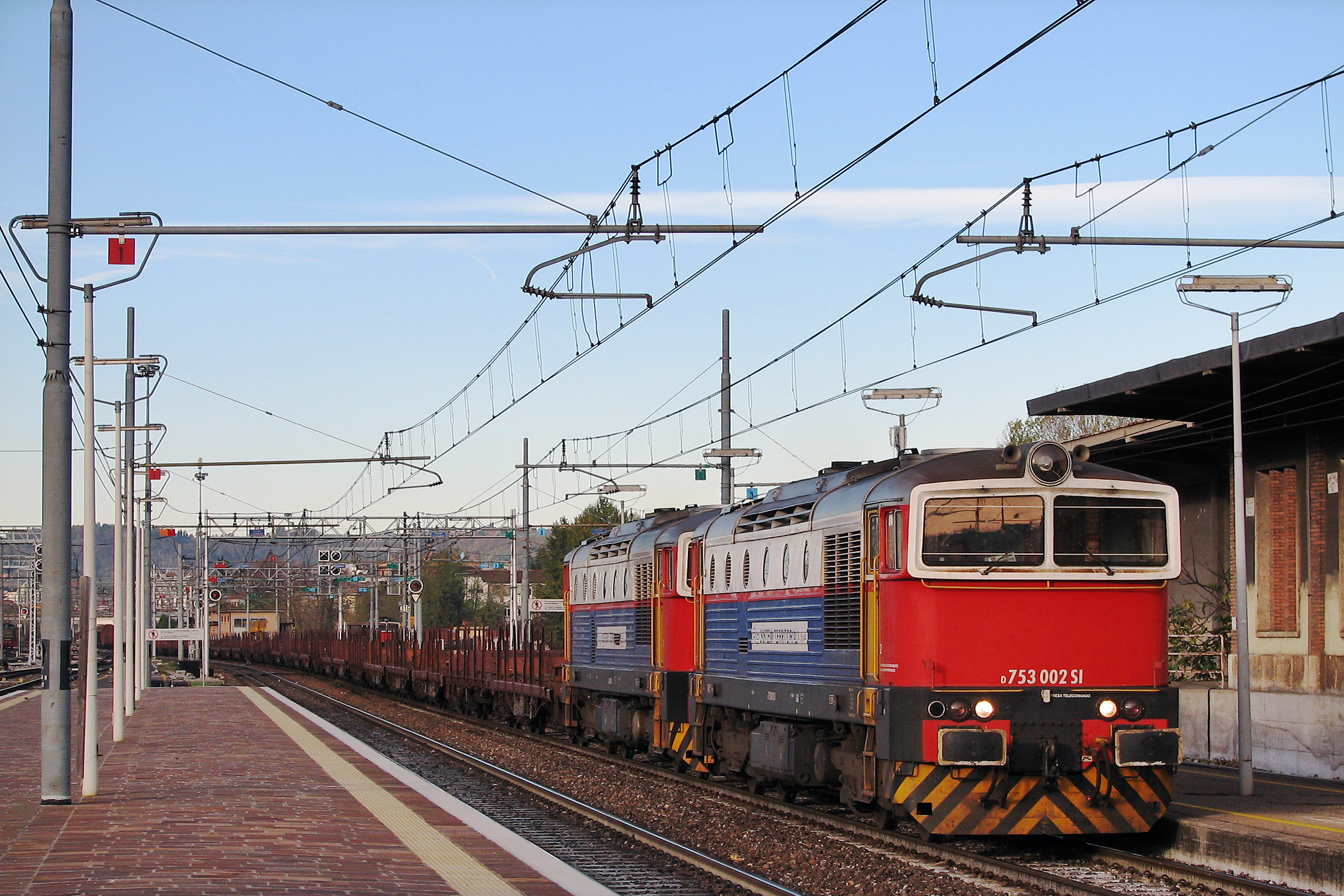
Un merci di carri pianali vuoti trainato da una doppia di D 753 (in testa la 002) transita a passo d'uomo per la stazione di Vicenza.

Al 2024, il parco rotabili dell'azienda risultava così composto:
- quattro automotrici SV ALn 668 serie 600, costruite dall'O.ME.CA. tra il 1979 e il 1980. Le unità sono la 605, la 606, la 609 e la 610
- cinque automotrici ALn 663, serie 900, costruite dalla FIAT Ferroviaria tra il 1991 e il 1993. Le unità sono classificate nella serie 905-909
- tre rimorchiate semipilota Ln 663.374-376, ex BP 374-376, costruite da Fiat Ferroviaria tra il 1993 e il 1994
- due autotreni GTW 2/6, classificati come ATR 110.201-202, costruiti dalla Stadler Rail e consegnati tra il 2006 e il 2007
- un autotreno GTW 2/6, classificato come ATR 116.001
- cinque autotreni GTW 4/12, due classificati come ATR 120 401+402 e 403+404 e tre immatricolati come ATR 126.001÷003
- cinque automotrici ALn 668 serie 1200 prese a noleggio da Trenitalia: le unità 1222, 1228, 1237, 1239 e 1249.

Precedentemente, la ST possedeva anche:
- due elettrotreni Stadler FLIRT, immatricolati come ETR 340 serie 001-002
- sette locomotive Diesel D.753, prodotte per le Ferrovie dello Stato cecoslovacche (ČSD) e modificate dalla Leon d'Oro per la circolazione in Italia, classificate nella serie 001-007
- tre locomotive Diesel SV DE 424, costruite dalla Tecnomasio Italiano Brown Boveri (TIBB) tra il 1957 e il 1958 per conto della Società Veneta. Le unità possedute dalla ST sono la 003, la 004 e la 009. (unità 03 e 09 demolite nell'inverno 2018, unità 04 preservata a Primolano a cura dell'Associazione Società Veneta Ferrovie che l'ha ricevuta in comodato d'uso)
- due TRAXX E.483, costruite dalla Bombardier, unità 025 e 026.

La ST possedeva inoltre un automotore Badoni, acquistato dalla Ferroviaria Servizi nel 2006 e un carro a sponde basse, impiegato come carro scudo accoppiato al Badoni stesso per le manovre a Piove di Sacco.

#### Automotrici ALn 668

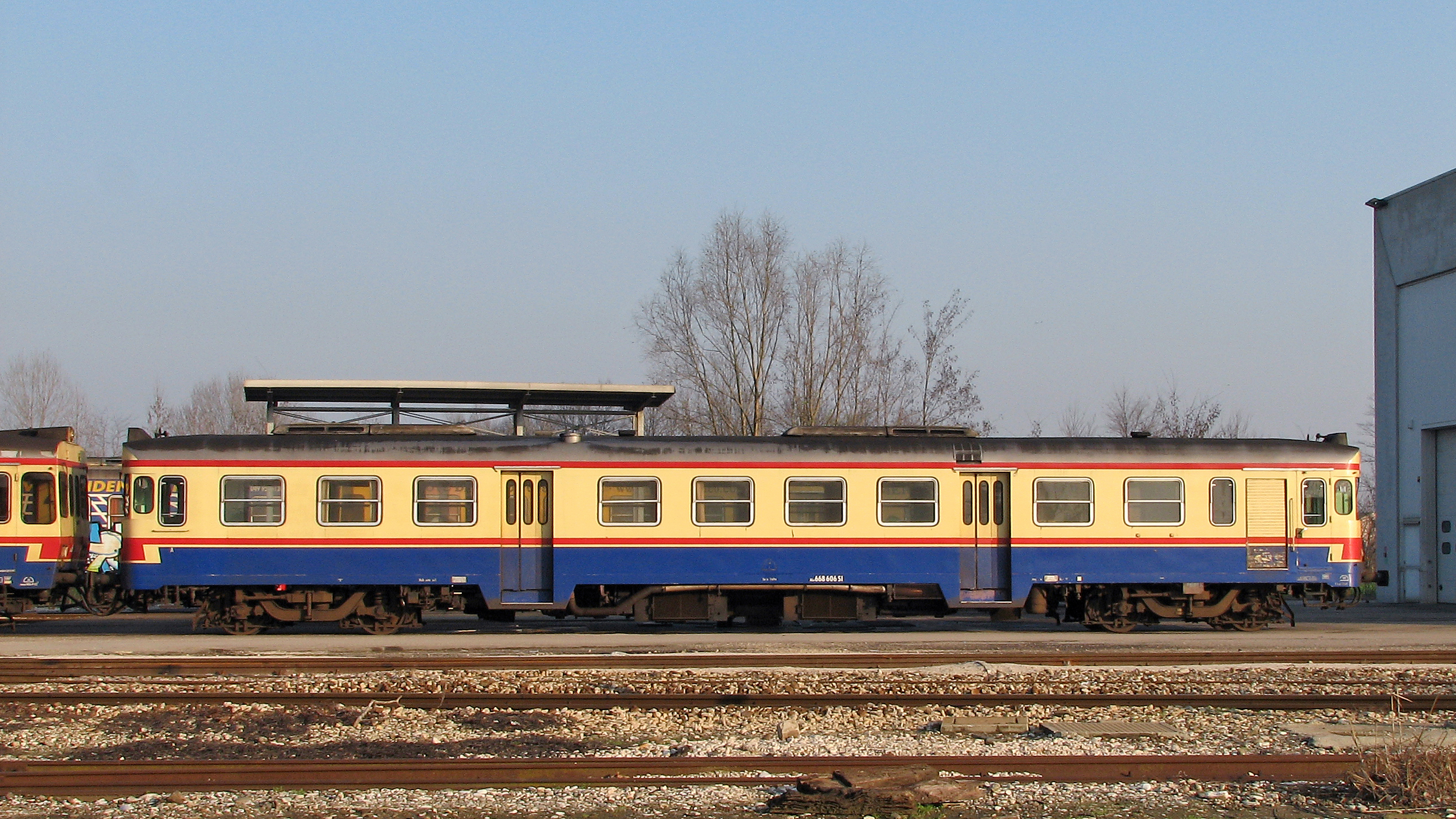
Vista laterale della ALn 668.606 in sosta al deposito di Piove di Sacco.

Il gruppo è composto da quattro unità, classificate 605-606 e 609-610, consegnate nel 1980 dalla O.ME.CA. per conto della SVA su disegno e motori FIAT. Le unità possedute dalla ST sono quelle del gruppo SV ADn 605-610 (poi AD 605-610) che furono assegnate dalla Veneta alla Adria-Mestre.
Esse derivano dalle ALn 668.1000 delle FS. Tuttavia, a differenza di queste ultime e analogamente alle altre automotrici gruppo SV ADn 600, non disposero in origine di intercomunicanti alle estremità, ma di una porta di servizio e di pedana ribaltabile. Furono verniciate con lo schema color avorio e blu con filetti rossi, già adottato per le ADn 800.
Nel 1981, le quattro unità passarono alla FNE. Tra la fine degli anni ottanta e l'inizio degli anni novanta, le testate furono modificate con l'adozione degli intercomunicanti e di porte a doppio battente analogamente alle ALn 668.1000 FS. Contemporaneamente la livrea fu modificata adottando la tonalità crema al posto dell'avorio ed una nuova posizione della fascia rossa, più bassa ed allargata sul frontale. A questa nuova colorazione fece eccezione la ADn 608 che rimase con la vecchia versione della fascia rossa.
Sempre negli anni novanta, la gestione commissariale delle Ferrovie Venete riclassificò le unità FAM come AD 668.605-606 e AD 668.609-610.
Con il passaggio a ST, nel 2002, il gruppo fu riclassificato come ALn 668.605, 606, 609 e 610; l'ultima unità ad aver portato esternamente la vecchia classificazione e la sigla FAM è stata l'ex AD 610.

#### Automotrici ALn 663 e rimorchiate BP 663

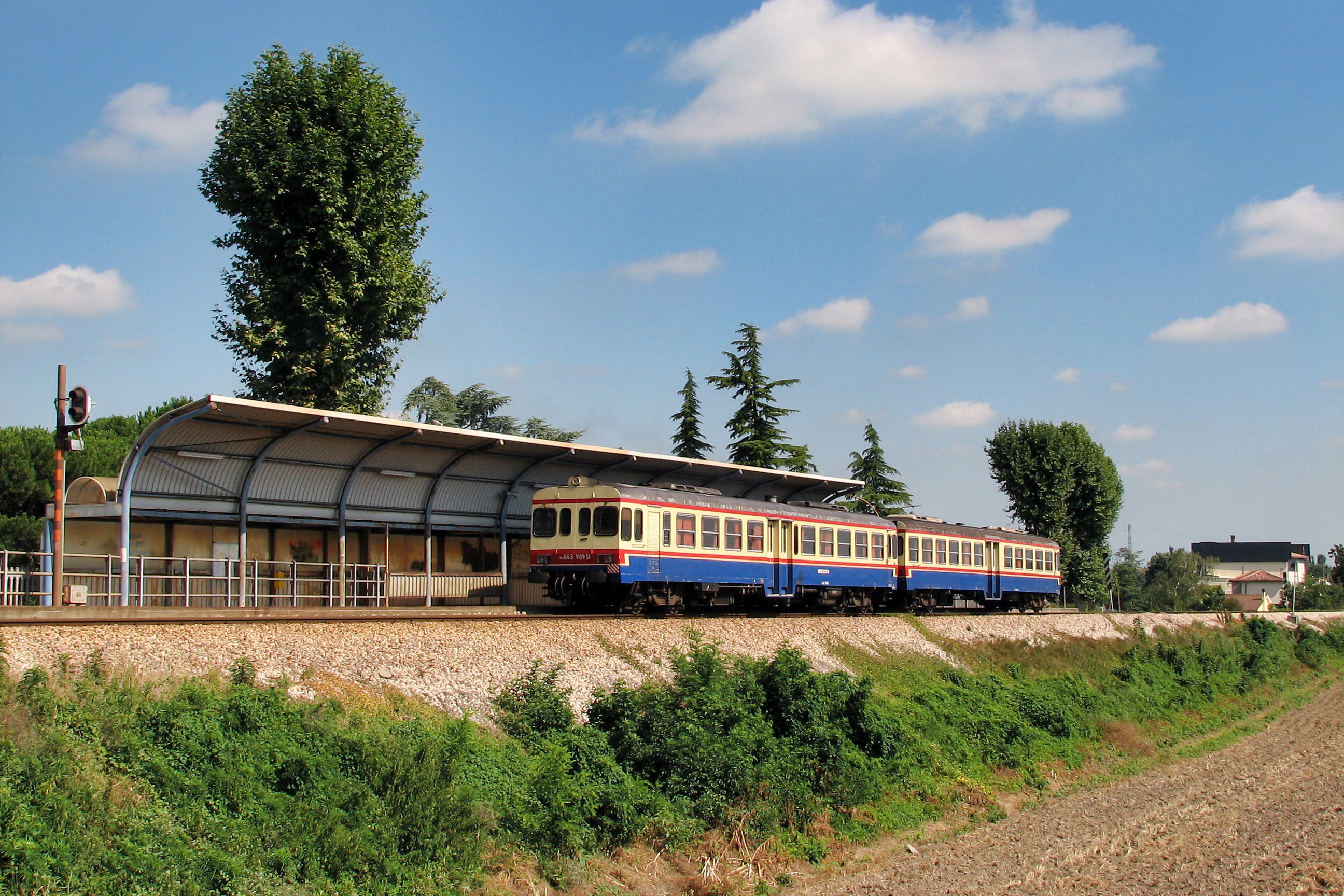
Un treno composto dalla ALn 663.909 più una rimorchiata BP 663 è in partenza da Pontelongo Fermata diretto a Venezia Santa Lucia.

ST possiede cinque ALn 663, classificate nella serie 905-909. Assai simili alle ALn 663 delle FS, in origine fecero parte del gruppo AD 903-910 della gestione commissariale governativa delle Ferrovie Venete e furono le cinque assegnate al deposito di Piove di Sacco per l'esercizio sulla Adria-Mestre.
I cinque esemplari furono costruiti dalla Fiat Ferroviaria nel 1991 (905) e nel 1993 (unità 906-909) e furono consegnate tra il 1992 e il 1993.
Accanto alla realizzazione delle automotrici, la Fiat costruì anche dieci rimorchiate di cui il deposito di Piove di Sacco ottenne le unità Bp 374-376; le prime due furono costruite nel 1993, mentre l'ultima fu consegnata l'anno seguente. Rispetto alle automotrici, le rimorchiate hanno una sola cabina di guida e sono prive del comparto per i bagagli, per cui non hanno le saracinesche esterne.
Sia le automotrici sia le rimorchiate, al pari delle ADn 600, furono verniciate in origine in avorio, blu e rosso. In fase di revisione, l'avorio è stato sostituito dal color crema.
Con il passaggio a ST, le automotrici furono riclassificate ALn 663 serie 905-909, mentre le rimorchiate furono numerate BP 663.374-376.
Nel corso del 2008 iniziò la riverniciatura delle automotrici nella nuova livrea sociale blu e bianco.

#### Automotrici a nolo da Trenitalia

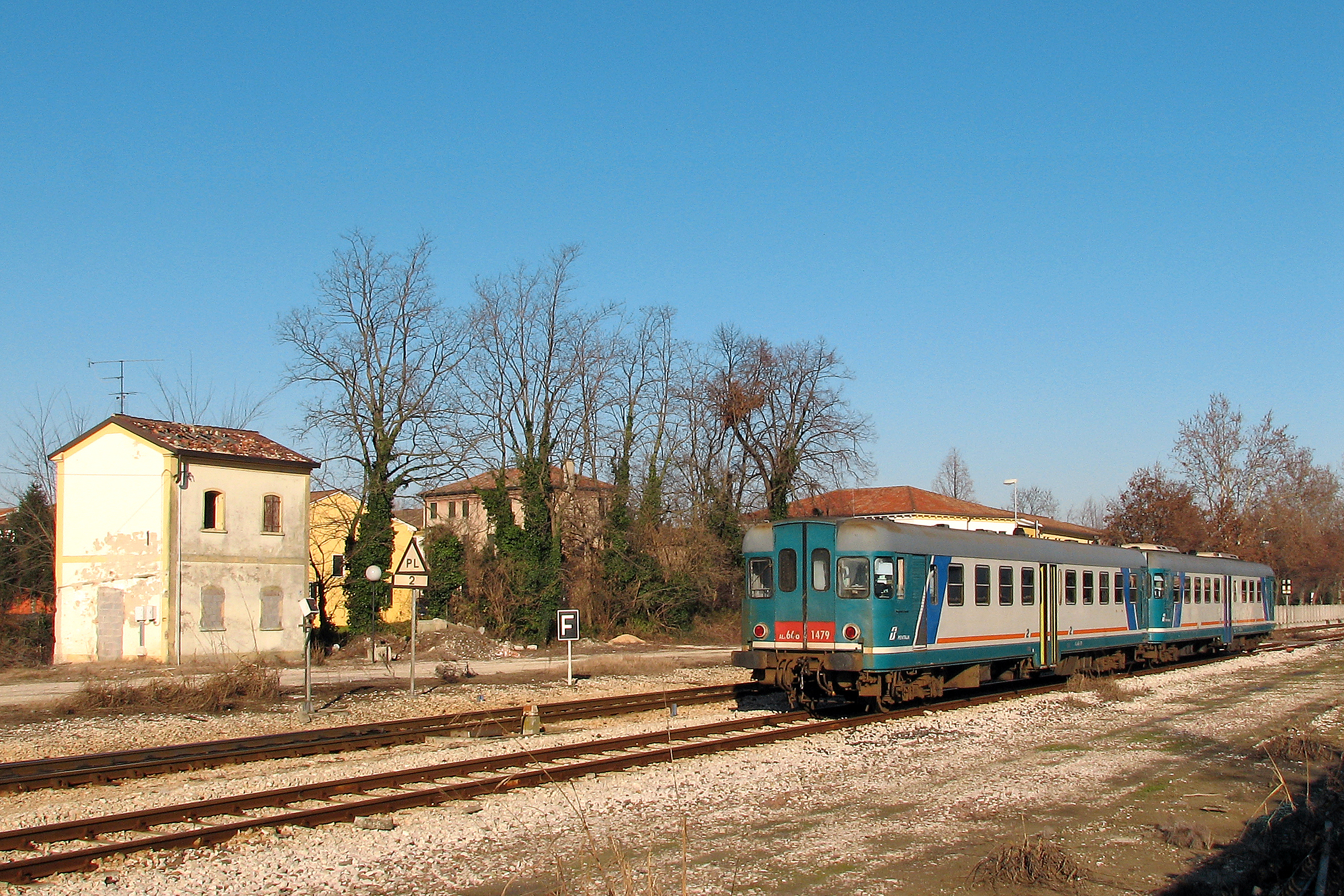
Composizione di ALn 668.1400, in testa la 1479, di Trenitalia in sosta a Piove di Sacco.

Nel 2004 ST prese a noleggio da Trenitalia cinque ALn 668.1400, le unità 1471, 1474, 1476, 1479 e 1480, costruite dalla FIAT – Sezione Materiale Ferroviario nel periodo 1956-63.
Il noleggio si rese necessario a causa del costante aumento del traffico passeggeri sull'Adria-Mestre e il passaggio da Trenitalia a ST dell'esercizio della linea Rovigo–Chioggia.
Negli anni seguenti si aggiunsero anche due ALn 668 serie 1700: la 1708 e la 1713, anch'esse di costruzione Fiat, periodo 1971-72.
Al 2009, le unità sia di serie 1400 sia di serie 1700 non risultano più a noleggio.

#### Autotreni tipo Stadler GTW

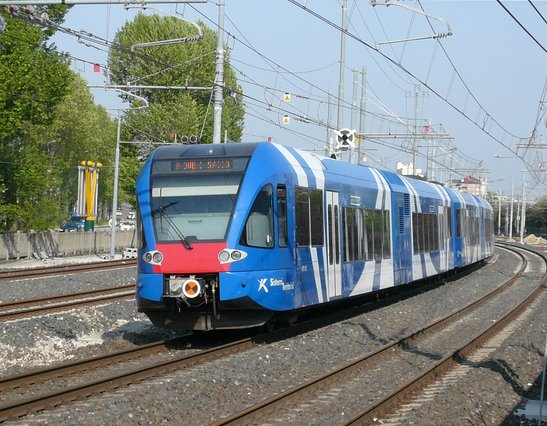
Uno dei due ATR 120

Nel 2008 furono consegnate quattro automotrici articolate prodotte da Stadler Rail: i GTW. I mezzi comprendevano due treni a tre casse di tipo GTW 2/6 e due a sei casse di tipo GTW 4/12. Furono i primi sui quali fu applicata la nuova livrea sociale blu e bianca.
Le unità del primo gruppo furono classificate all'interno della serie ATR 110.201-202, mentre quelle a quattro casse furono immatricolate nel gruppo ATR 120.401-404, essendo state considerate composte ognuna da due semitreni a tre casse (401+402, la prima, e 403+404, la seconda).
La classificazione degli esemplari acquistati nel 2008 è riassumibile nella seguente tabella:
| Gruppo  | Classificazione treno/semitreno | Classificazione singole casse                                                     |
| ------- | ------------------------------- | --------------------------------------------------------------------------------- |
| ATR 110 | ATR 110.201                     | ATR 111.201 + ATR 112.201 + ATR 113.201                                           |
| ATR 110 | ATR 110.202                     | ATR 111.202 + ATR 112.202 + ATR 113.202                                           |
| ATR 120 | ATR 120.401 + ATR 120.402       | ATR 121.401 + ATR 122.401 + ATR 123.401 + ATR 124.402 + ATR 122.402 + ATR 121.402 |
| ATR 120 | ATR 120.403 + ATR 120.404       | ATR 121.403 + ATR 122.403 + ATR 123.403 + ATR 124.404 + ATR 122.404 + ATR 121.404 |

Tra luglio e dicembre del 2012, la ST acquistò altri due GTW 4/12, immatricolati come ATR 126.001-002, mentre l'anno seguente entrò in funzione l'unità 003. L'ordine prevedeva anche l'acquisto di un altro GTW 2/6 che fu consegnato nel dicembre 2013 e immatricolato come ATR 116.001.

#### Elettrotreni FLIRT

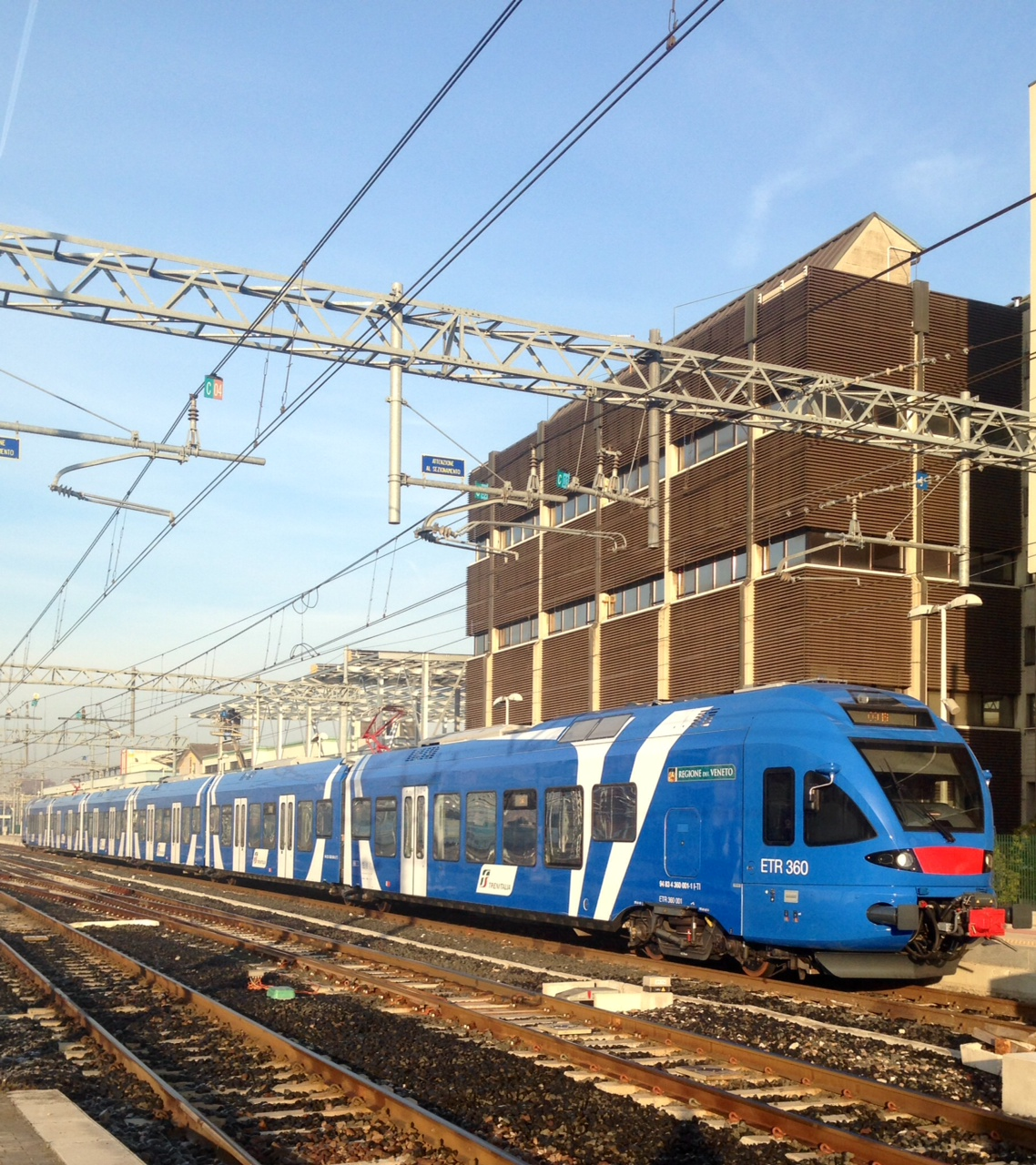
ETR 360 a Venezia Mestre

Nel 2010, ST acquistò due Stadler FLIRT a quattro casse, i quali furono classificati come ETR 340. L'unità 001 entrò in esercizio il 13 giugno, seguito dall'unità 002 pochi mesi dopo.
I due ETR 340 furono i primi due esemplari a trazione elettrica circolanti sulla Adria-Mestre, dato che nello stesso anno si conclusero i lavori di elettrificazione del tronco Mira Buse–Venezia Mestre. I convogli vennero dotati di Sistema di controllo della marcia del treno (SCMT) per poter essere impiegati anche sulle linee gestite da Rete Ferroviaria Italiana.
Nel 2009, ST, congiuntamente a Ferrovie Emilia Romagna (FER), lanciò una gara per l'acquisto di nuovi treni a trazione elettrica e diesel. L'offerta migliore fu presentata dal raggruppamento d'imprese Stadler/AnsaldoBreda che si impegnò ad offrire alla società veneta quattro FLIRT a sei casse, che furono classificati come ETR 360, e sedici a quattro casse, immatricolati come ETR 343. Il primo esemplare a sei casse venne presentato il 10 dicembre 2013 ed entrò in servizio regolare assieme ad altri undici treni, sia ETR 360 sia ETR 343, nello stesso periodo. I nuovi ETR sono utilizzati da Trenitalia, che li ha ottenuti in comodato d'uso gratuito, per svolgere il servizio ferroviario regionale lungo alcune linee del Veneto.

#### Rimorchiate gruppo B 360
Fino al 2008, il parco ST comprese due rimorchiate appartenute al gruppo SV Cd 361-363, le quali rimasero accantonate per anni presso lo scalo merci di Piove di Sacco.

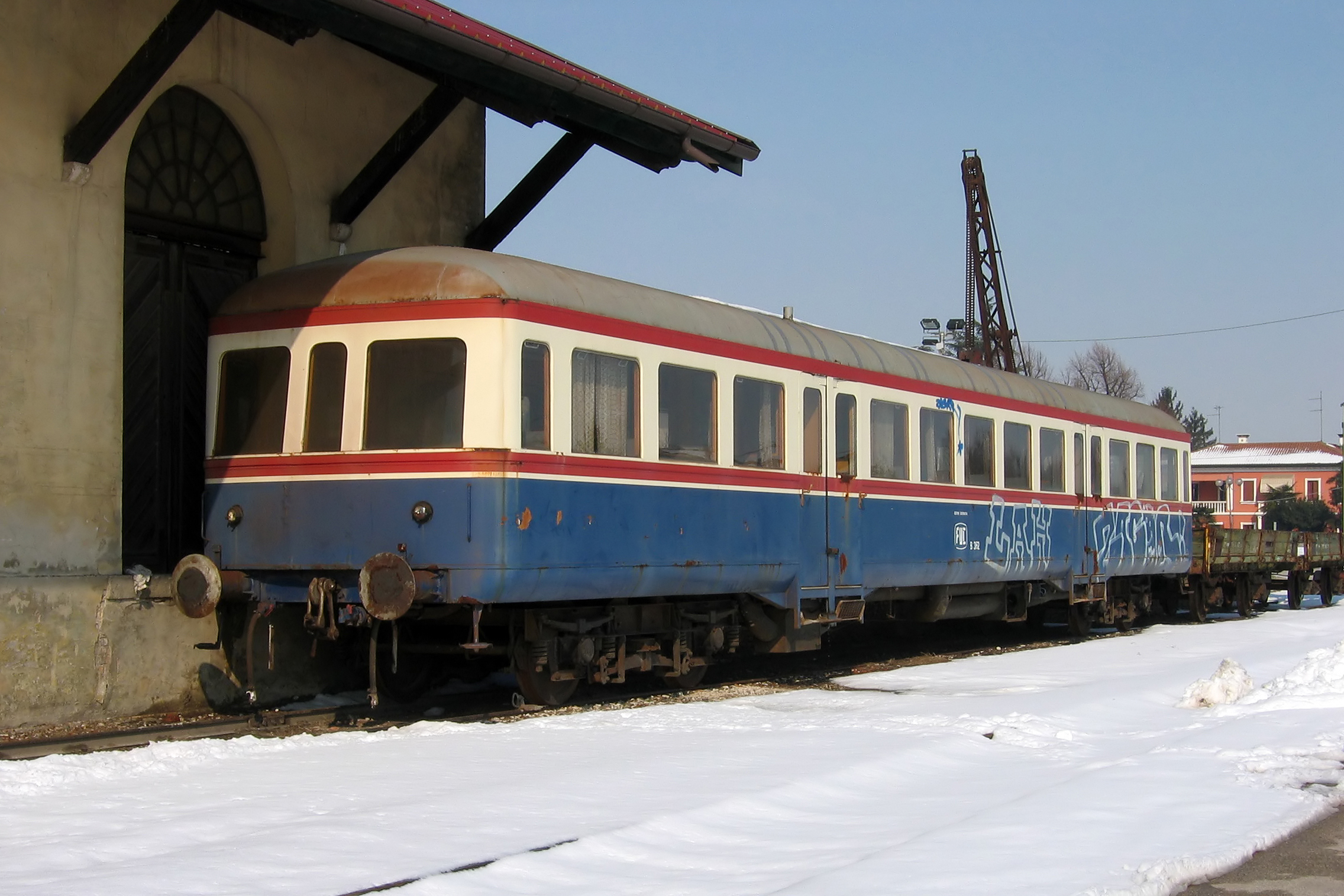
Rimorchiata B 362 accantonata a Piove di Sacco.

La Veneta le acquistò dall'impresa ferroviaria tedesca Bentheimer Eisenbahn (BE) e le assegnò, tra il 1975 e il 1976, alla Udine-Cividale. Arrivate dalla Germania nella loro livrea originaria bianca e rossa, furono ridipinte con i colori sociali avorio, blu e rosso.
In seguito riclassificate come Bd 361-363 e poi come B 361-363, la gestione commissariale delle Ferrovie Venete le spostò dalla Udine-Cividale alla Adria-Mestre.
Sul finire del 1993 la B 361 fu trasformata dalla Stanga con l'adozione dei mantici alle estremità per l'accoppiamento alle ADn 600 e alle AD 900 e rimase in carico alla Adria-Mestre, entrando a far parte del parco ST, fino alla sua demolizione avvenuta nel 2008. Nel 2000, la B 362 fu acquistata da un demolitore che non la ritirò: rimase quindi accantonata a Piove di Sacco per poi essere demolita assieme alla B 361 nel 2008. L'unità 363 fu demolita nella seconda metà degli anni novanta, per cui non entrò a far parte del parco ST.

#### Locomotive D.753

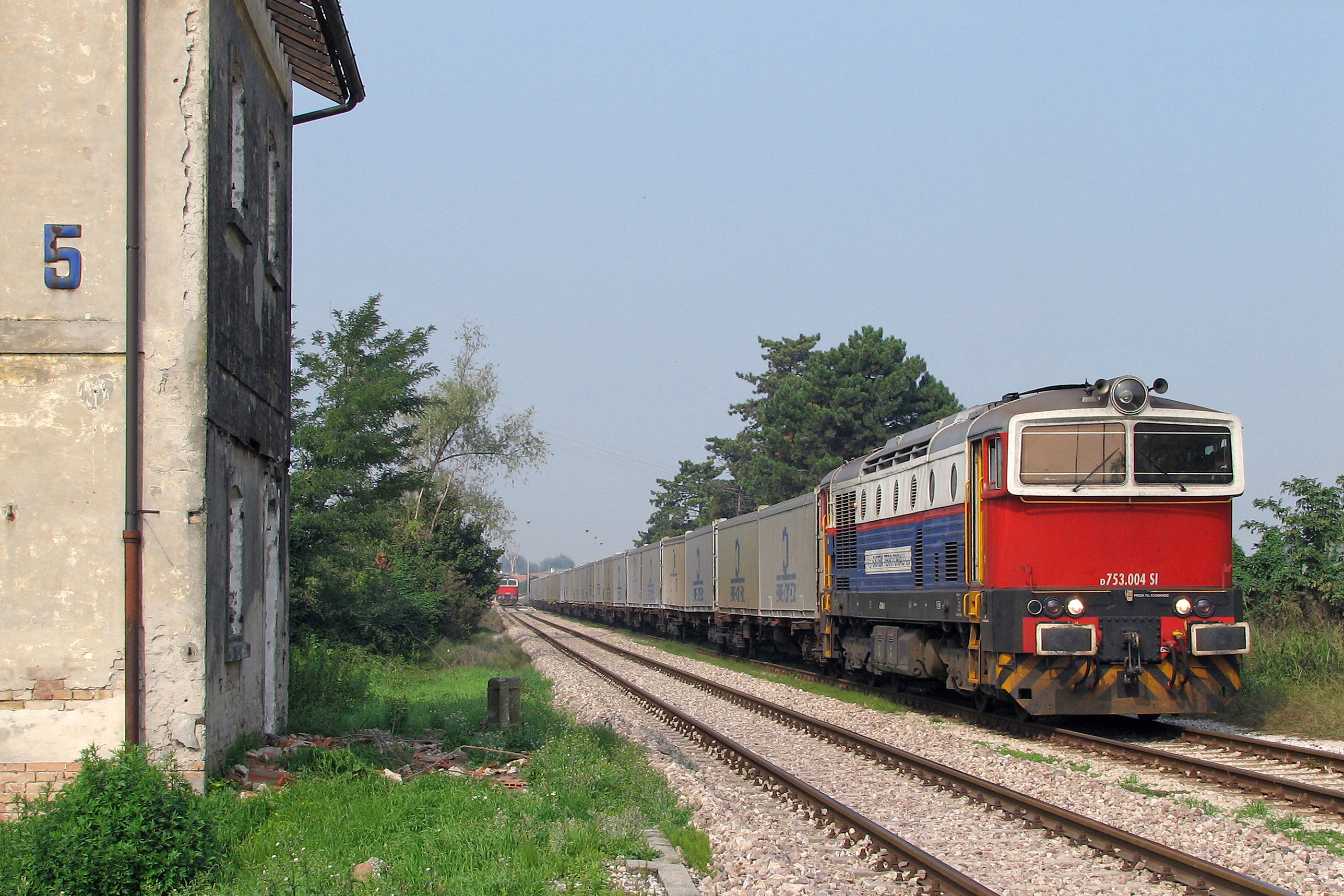
La D 753.004 sta manovrando lungo il raddoppio del Casello 5 spingendo il Barbabietola Express dentro il piazzale di scarico delle barbabietole dell'Italia Zuccheri.

Visto l'interesse di ST per i servizi merci, nel 2003 la società acquistò due locomotive diesel usate di origine ceca. In origine costruite tra il 1975 e il 1976 da ČMKS per le ferrovie statali dell'allora Cecoslovacchia (ČSD), in Italia alcuni esemplari furono rimotorizzati dalla Leon d'Oro con motori Caterpillar e immatricolati come D.753.
La ST acquistò in particolare le unità ČSD 084 e 072 le quali furono riclassificate rispettivamente come D.753 001 e 002. Nel dicembre 2004 furono acquistate altre tre unità (003-005). Nel 2006 si aggiunsero gli ultimi due esemplari, immatricolati come 006 e 007.
I colori sono assai simili a quelli del materiale leggero ST: bianco, invece dell'avorio o del crema, e blu con filetto e muso rosso e porte gialle.

#### Locomotive DE.424

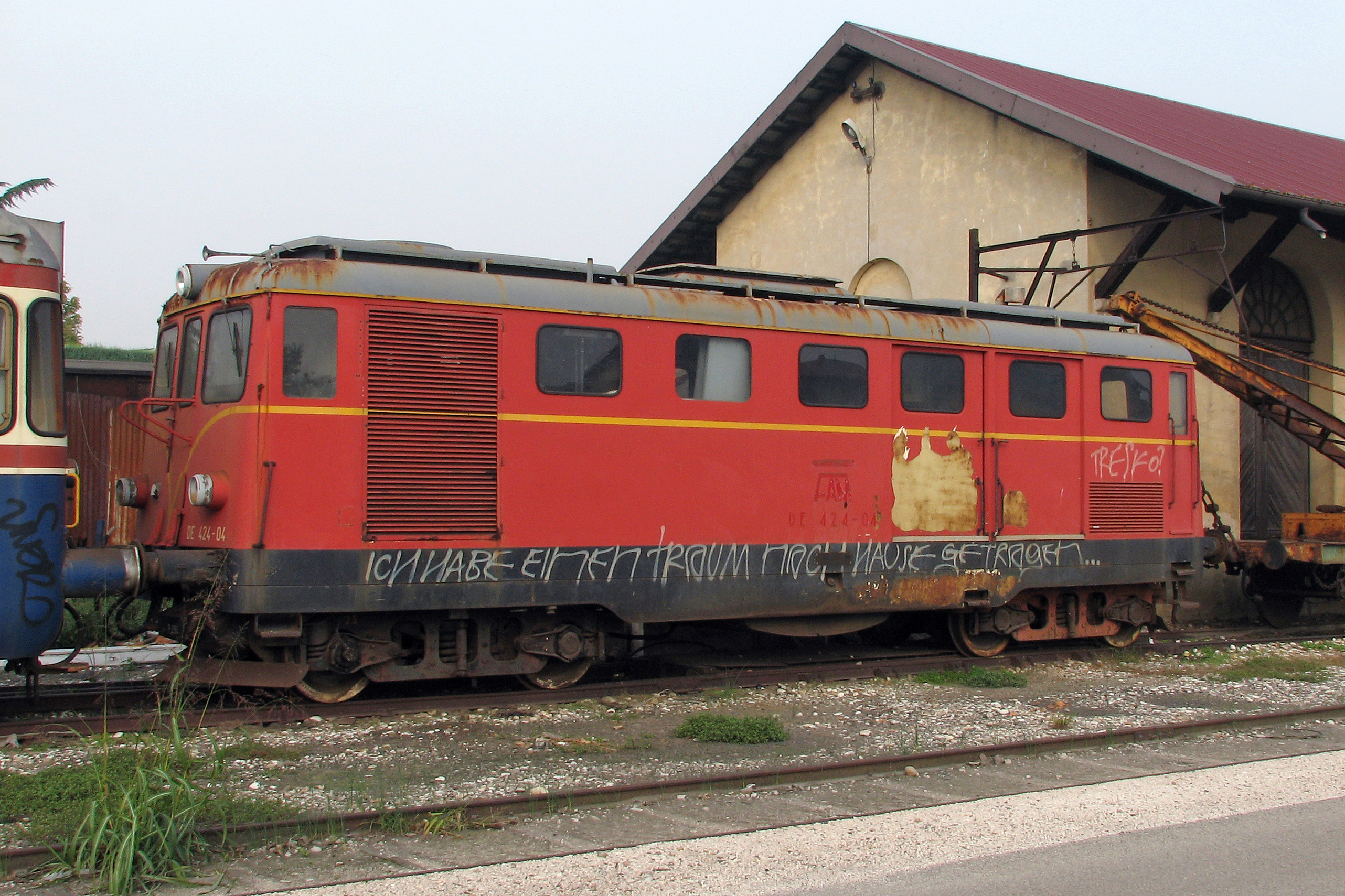
Il DE 424.004, l'unico tra i tre di ST a portare tuttora la livrea storica della Società Veneta, quando era accantonato a Piove di Sacco.

La Sistemi Territoriali possedeva tre Locomotive DE.424, costruite dalla Tecnomasio Italiano Brown Boveri alla fine degli anni cinquanta per conto della Veneta.
Le unità sono quelle che la SV originariamente assegnò alla Adria-Mestre: la 03, la 04 e la 09. La ST le ha rinumerate aggiungendo uno zero in più, ovvero DE 424.003, 004 e 009. Al 2013, tutte e tre le unità sono accantonate o demolite: la 004 si trova oggi presso la rimessa locomotive di Primolano, in attesa di restauro da parte di SVF. Sono state demolite le altre due dopo essere state parcheggiate sul raccordo di Cavanella Po a servizio del consorzio Area Industrializzata Attrezzata del basso polesine (AIA).

#### Automotore Badoni

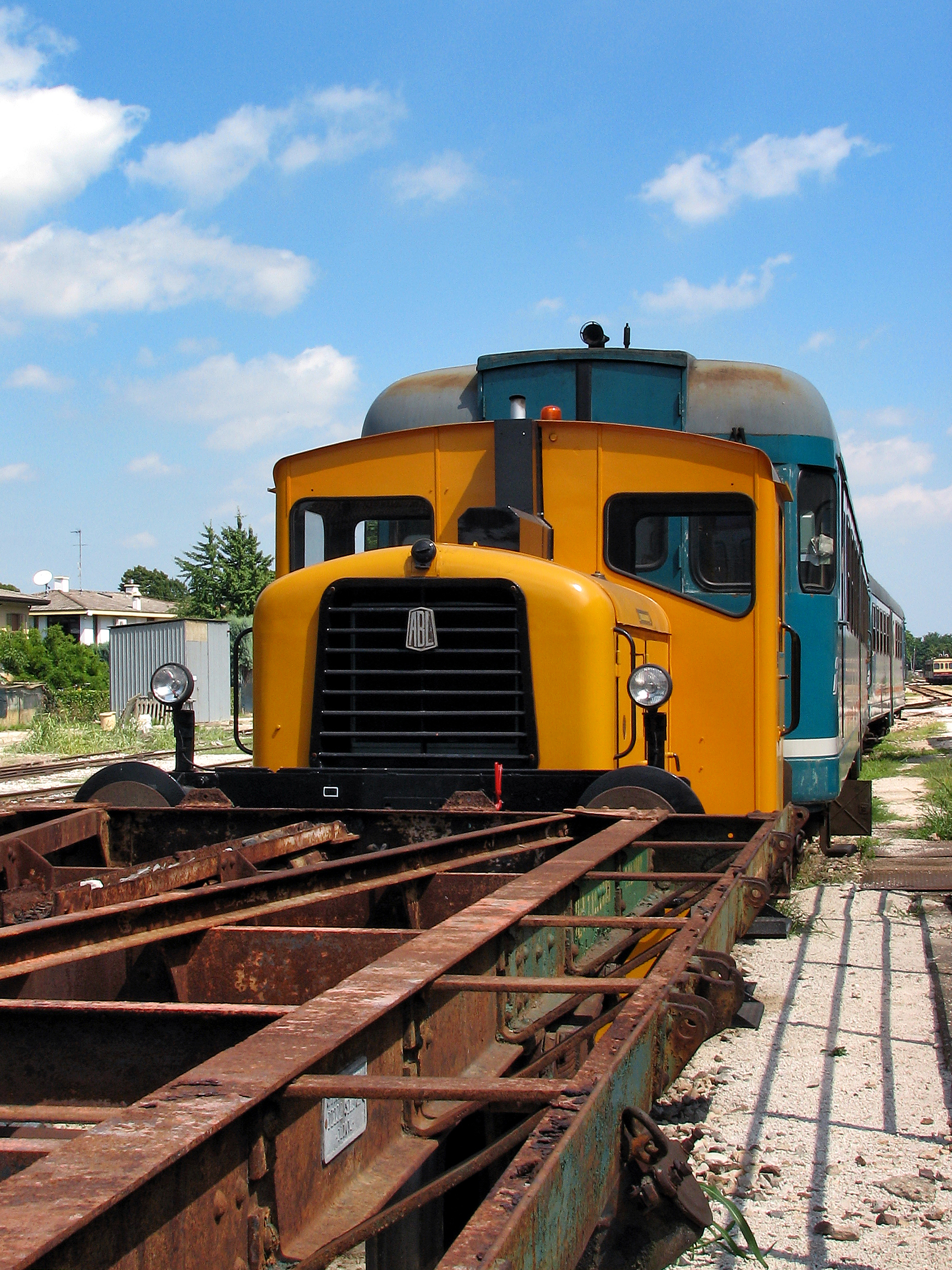
L'automotore Badoni in sosta agganciato assieme al carro 810 a Piove di Sacco.

Nel 2006, ST fece acquistare dalla sua controllata Ferroviaria Servizi un automotore Badoni tipo ABL VA, costruito nel 1964 e avente numero di fabbrica 5179.
Il mezzo viene impiegato per le manovre nel deposito di Piove di Sacco, spesso assieme al carro 810 che, privato della sovrastruttura in legno, funge da carro scudo per il lavaggio dei rotabili.
L'automotore può essere dotato anche di un dispositivo, montato sopra il gancio di traino, per manovrare i convogli GTW.

#### Locomotive a nolo da Trenitalia

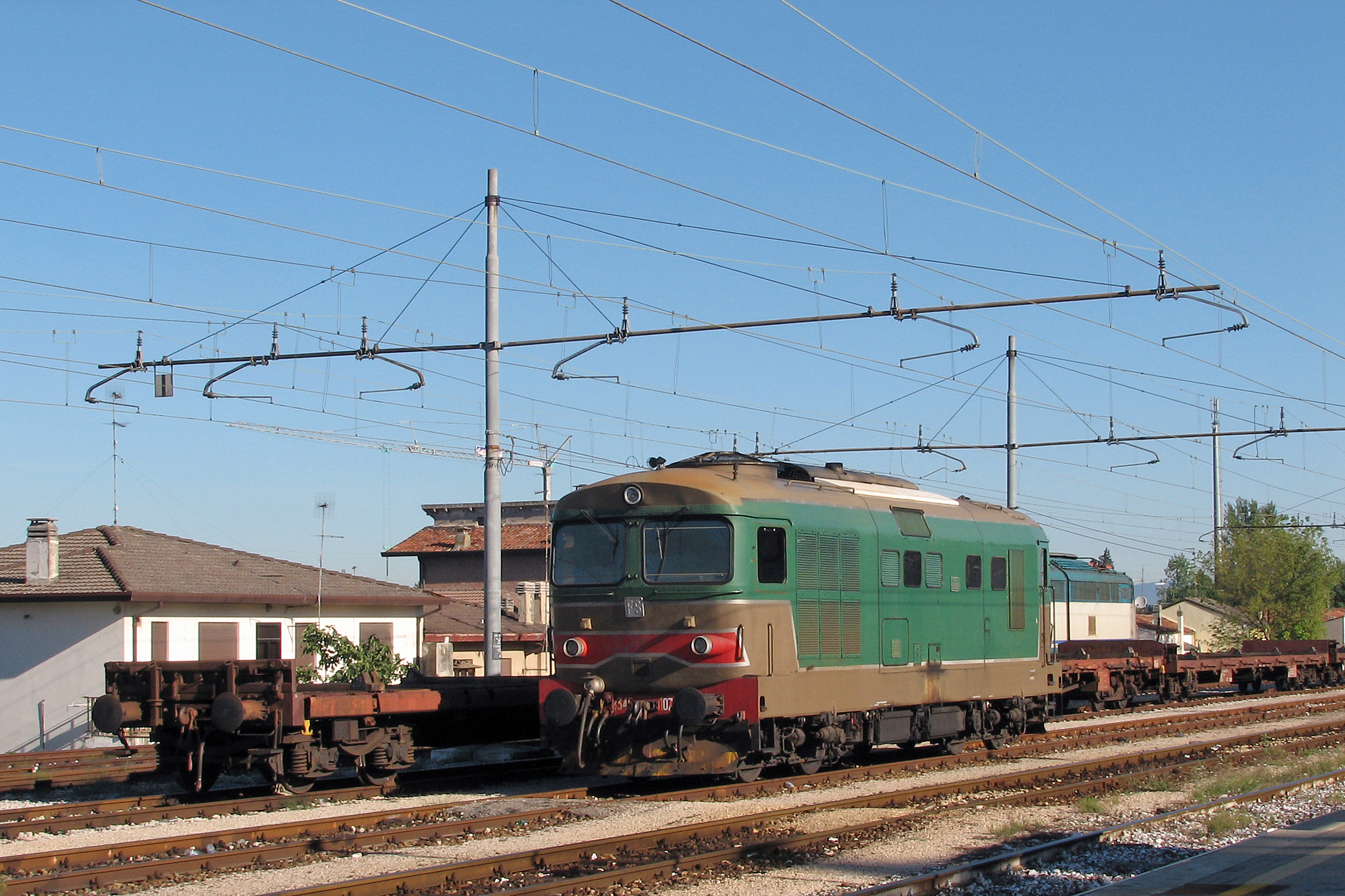
Locomotiva Trenitalia D.345.1077 data a nolo a ST in sosta a Rovigo.

Nel primo decennio del XXI secolo, la Sistemi Territoriali prese a noleggio da Trenitalia locomotive D.345 allo scopo di effettuare alcuni servizi merci.
Nel 2003, l'azienda veneta prese a noleggio la D.345.1050, in livrea verde-isabella. Successivamente, la 1050 fu sostituita dalla gemella 1077, anch'essa in livrea verde-isabella. Nel frattempo ST noleggiò da Trenitalia anche due automotori gruppo 245.6000:
- il 6005 in servizio a Chioggia per le tradotte per il porto;
- la 6008 in servizio a Rovigo per le locali manovre.

Al 2010 solo un 245 è impiegato dall'azienda.

#### Carri merci

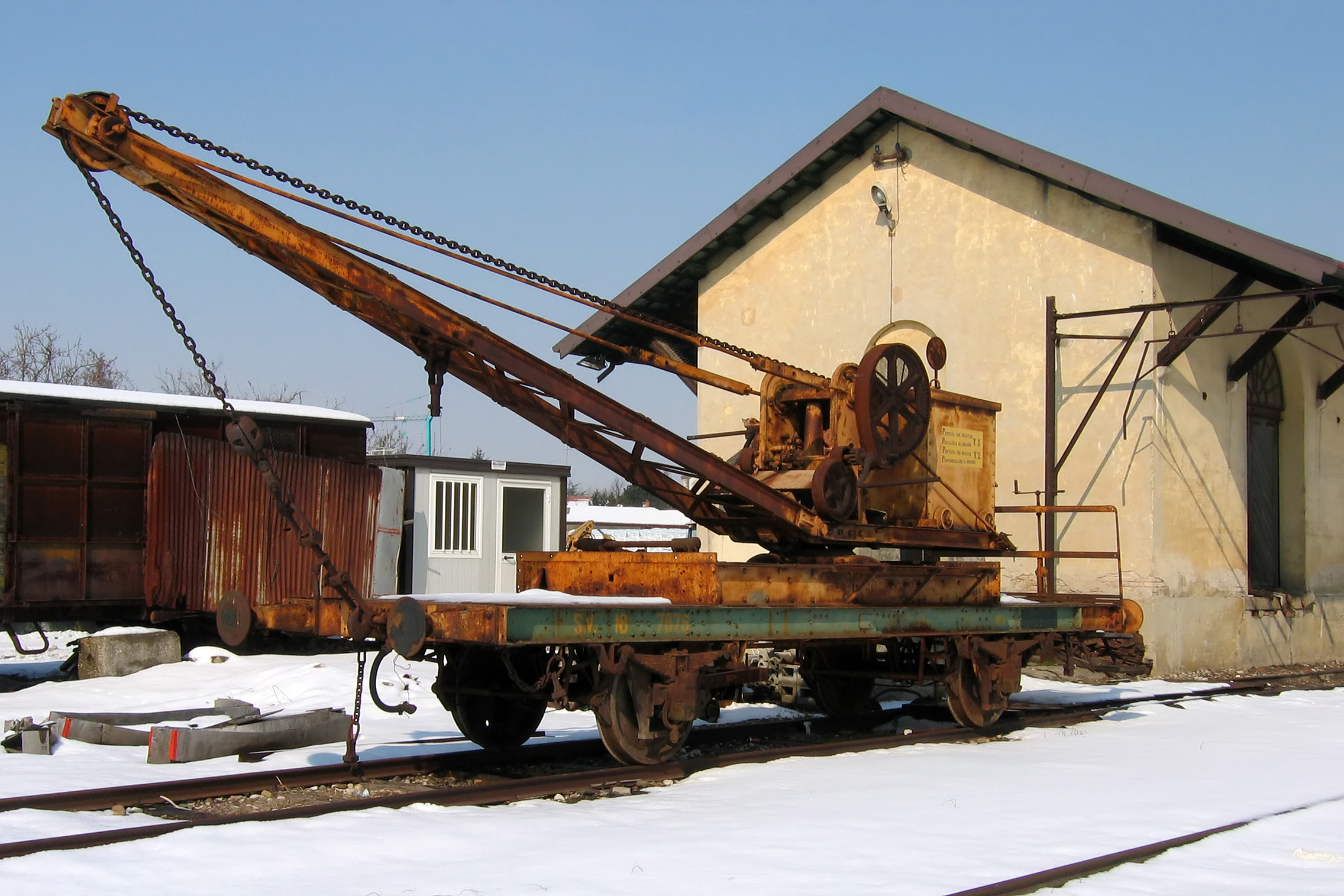
Carro gru ST 41 (ex NB 7876: notare come esteriormente la classificazione non sia mai stata aggiornata) accantonato a Piove di Sacco.

Fino al 2008, il parco ST comprendeva sei carri merci ex SV risalenti quantomeno agli anni '20, ovvero:
- un carro gru (ex preda bellica austriaca) classificato 41, ex SV NB 7876 creato a suo tempo dalla trasformazione di un carro bestiame;
- due carri a sponde basse classificati 810 (ex SV 3116) ed 812 (ex SV 3111);
- tre carri chiusi a cassa di legno di cui due classificati N 8321 e N 8327 ed accantonati a Piove di Sacco, uno ormai privo di numero accantonato a Camponogara-Campagna Lupia dal secondo dopoguerra in sostituzione del magazzino merci andato distrutto durante gli eventi bellici.

Nel 2006 il carro 810 è stato ridotto al solo telaio e rodiggio ed è oggi utilizzato come carro scudo accoppiato al Badoni per le manovre delle automotrici sotto al ponte di lavaggio presente al deposito di Piove di Sacco. Tutti gli altri cinque carri sono stati demoliti, al pari delle rimorchiate B 361 e B 362, nel corso del 2008.

## Divisione navigazione interna
La divisione si occupava della gestione della linea navigabile Mantova - Venezia, destinata soprattutto alla navigazione commerciale; la linea si snoda lungo il canale Fissero e il fiume Tartaro-Canalbianco-Po di Levante (idrovia Fissero-Tartaro-Canalbianco) per l'accesso diretto all'Adriatico, da cui si dirama l'idrovia Po-Brondolo per l'accesso alla Laguna di Venezia.

## Divisione informatica e gestione banche dati
La divisione si occupava della gestione delle procedure del rilascio di contrassegni d'identificazione per natanti da diporto a motore con potenza superiore a 7.36 kW e circolanti nella laguna veneta, nonché della gestione del call center reclami ferroviari.